# Ют, Николай Яковлевич
Никола́й Я́ковлевич Ют (по паспорту Зо́лотов; 30 июля 1898, деревня Синер, Казанская губерния — 27 марта 1967, город Шумерля, Чувашская АССР) — чувашский публицист, критик, переводчик, фольклорист, редактор, общественный и партийный деятель.
Один из основателей и первый председатель (1923-25 годы) Союза чувашских писателей и журналистов, главный редактор журналов «Ялав» и «Капкӑн».
Член Союза писателей СССР (1934).
Двоюродный брат — Аркадий Арис, чувашский прозаик и общественный деятель. Двоюродный племянник — Золотов, Виталий Арсентьевич, чувашский прозаик, краевед и общественный деятель.

## Биография
Николай Яковлевич родился 30 июня 1898 года в деревне Синер. Окончил Симбирскую чувашскую учительскую школу. Затем поступил на учёбу в Коммунистический университет народов Востока, успешно пройдя курс, поступил в аспирантуру Института истории материальной культуры АН СССР.
Николай Ют руководил газетой «Канаш». В 1923—25 годах возглавлял Союз писателей и журналистов Чувашии. В своих критических и литературно-критических статьях отразил стороны вульгарно-социологического подхода к явлениям литературы (о поэзии Н. Шелеби, П. Хузангая и др.).
За критику разгильдяйства и отступления от партийных позиций некоторых коммунистов Золотов был обвинён в дискредитации членов обкома и исключён из партии. Однако ЦКК РКП(б) отменила решение пленума Чувашского обкома.
В том же двадцать пятом году он получил приглашение на работу в Академию наук СССР. На постах редактора газеты «Канаш», журналов «Сунтал» и «Капкан», а также председателя Союза писателей его сменил Аркадий Иванович Золотов.
В 1933 году вместе с семьёй переезжает из Ленинграда в Башкирию. Работает первым секретарём Бижбулякской районной организации ВКП(б). Готовится к возвращению в Академию.
В августе 1937 года в газете «Красная Чувашия» публикуется статья Сергея Славина, где подвергается критике одна из литературных рецензий Н. Я. Золотова, который, по мнению автора, перехвалил пьесу контрреволюционного содержания. Следом появились публикации об антисоветской пропаганде газеты «Канаш» в двадцатые годы.
В марте на собрании партактива в Чебоксарах уполномоченная КПК при ВКП(б) по Чувашской АССР М. М. Сахьянова призвала к революционной бдительности, указала на появление «идиотской болезни — самоуспокоенности», отчитала начальника Управления по делам искусств А. И. Золотова, который «ни одного обвинения, выдвинутого против него, не признал».
Второй секретарь Бижбулякского райкома партии, прочитав это, направляет в НКВД, обком и уполномоченному КПК донос о том, что Н. Я. Золотов, бывший работник газеты «Канаш», — контрреволюционер.
21 сентября Н. Юшунев в Чебоксарах публикует статью, в которой критикует А. И. Золотова и его сподвижников, в числе которых Д. С. Эльмень и Н. Я. Золотов, причисляя их к «двурушникам», «хитрым буржуазным выродокам», «торцкистским вожакам», «отъявленным националистам». 9 октября Т. Васильев в статье «Ещё раз о буржуазных националистах» приводит фамилии: Ф. Т. Тимофеев, Т. М. Матвеев, Н. Я. Золотов.
На пленуме Башкирского обкома партии Н. Я. Золотов подвергся резким выпадкам М. М. Сахьяновой за связь «врагом народа» Эльменем, за троцкистскую деятельность. На пленуме присутствовал А. А. Жданов.
Далее состоялось собрание коммунистов Бижбулякского района. Следуя указанию Жданова («террор вредителям») В. А. Орлов повторяет слова Н. Юшунева («Золотов — вождь контрреволюции в Чебоксарах..») Впоследствии, в 1955 году, он признаётся, что оклеветал Золотова под нажимом НКВД.
В Башкирии под следствием Николая Золотова держали год. Все обвинения в антисоветской деятельности в БАССР он отвел одно за другим. Осталось отвести обвинения в период работы в Чувашии. По этапу — в Чебоксары, затем в Цивильск.
За пять предварительного заключения его ни разу не вызывали в суд. В Цивильской тюрьме он встретил брата Аркадия. Тяжело больной Аркадий Иванович рассказал, что его обвиняют в том, что он пригласил в Чебоксары М. Горького с целью убить. Аркадия это страшно угнетало:

Ты не можешь себе представить, как я любил Горького. А тут мне говорят… Какой позор!— 
В процессе следствия все обвинения, возведённые на Николая Яковлевича, отпали. И в сентябре 1942 года, после пятилетнего заключения в качестве подследственного, решением Особого совещания при НКВД СССР в силу отсутствия оснований рассмотрения дела в судебном порядке. Н. Я. Золотов был обвинён в антивоенной пропаганде и приговорён к восьми годам лишения свободы. Дальше был Тагиллаг. Организм истощился, началась болезнь лёгких. По утверждению родственников, написал десять заявлений с просьбой направить на фронт.
В декабре 1943 года его освобождают из заключения. Его, больного двусторонним воспалением лёгких, на вокзале в Тагиле, находит выехавшая ему навстречу жена, Мария Захаровна.
Поправив здоровье, 1944—1945 годах участвовал в Великой Отечественной войне, воевал на 1-м, 2-м Прибалтийском, Ленинградском фронтах, участвовал в ликвидации Курляндской группировки врага.
Реабилитирован в 1956 году. Назначили персональную пенсию союзного значения. Незадолго до смерти объехал всех родных, сделал ценные подарки, завещал похоронить в д. Синерь, в родной земле.

## Работы
Писал критические статьи. Исследовал чувашские песни.

### Отдельные выпуски
- «Краткий очерк народной поэзии чуваш», Шупашкар, 1928.
- «Материалы по чувашскому фольклору» (чăвашла, вырăсла), Шупашкар, 1930.
- «Тĕне хирĕç кĕрешессине вăйлатар», Шупашкар, 1931.

### Статьи
- Академик Н. Я. Марр о культурной работе: Несколько слов о Н. Я. Марр // «Сунтал», 1926, № 2.
- Поведем решительную борьбу с юманизмом и эльменевщиной. О конрреволюционной сущности юманизма // Красная Чувашия, 1930, кăрлач, 11.
- Усилить борьбу на идеологическом фронте // Красная Чувашия, 1934, çурла, 17.
- Н. И. Шелепи, «Сунтал», 1935, № 12.